# Hikutavake
Hikutavake est un village de Niue, situé sur la côte nord de l'île. Selon le dernier recensement (2006), il a une population de 56 habitants.